# Nelspruit
Nelspruit este un oraș în Africa de Sud. Este reședința provinciei Mpumalanga.